# 스피드 큐브의 천재들
《스피드 큐브의 천재들》(영어: The Speed Cubers)은 2020년에 넷플릭스에서 방영한 미국의 다큐멘터리 영화이다.

## 출연
- 맥스 팍
- 펠릭스 젬덱스